# Cycnoches herrenhusanum
Cycnoches herrenhusanum es una especie de orquídea epifita, originaria de Sudamérica.

## Descripción
Es una especie de orquídea de tamaño mediano que prefiere el clima cálido,  es epifita con un pseudobulbo estrecho con forma de huso,  que lleva 6 a 7 hojas, distribuidos uniformemente a lo largo del tallo, plegadas, lanceoladas, agudas, disminuyendo gradualmente a continuación en la vaina de la hoja. Florece en el invierno en una inflorescencia péndular de 15 a 20 flores muy próximas entre sí.

## Distribución y hábitat
Se encuentra en la costa del Océano Pacífico en el sur de Colombia y el norte del Ecuador a una altitud de 50 a 210 [800] metros.

## Taxonomía
Cycnoches herrenhusanum fue descrito por Jenny & G.A.Romero y publicado en Die Orchidee 42(2): 71. 1991.